# 348 May
348 May је астероид главног астероидног појаса. Приближан пречник астероида је 82,82 km,
а средња удаљеност астероида од Сунца износи 2,969 астрономских јединица (АЈ).
Инклинација (нагиб) орбите у односу на раван еклиптике је 9,744 степени, а орбитални период износи 1869,328 дана (5,117 година). Ексцентрицитет орбите астероида износи 0,066.
Апсолутна магнитуда астероида износи 9,40 а геометријски албедо 0,044.
Астероид је откривен 28. новембра 1892. године.